# Tocotronic
Tocotronic ist eine deutsche Rockband, die sich 1993 in Hamburg gründete. Der Bandname ist abgeleitet von einer japanischen Spielkonsole namens Tricotronic, einem Vorgänger des Game Boy.
In ihrer Ursprungsphase galt Tocotronic als zentraler Teil der Stilrichtung Hamburger Schule neben den Bands Blumfeld und Die Sterne. Andere Genre-Zuweisungen für Tocotronic lauten Indie-Rock, Indie-Pop und Diskursrock.
Die Band hat bisher dreizehn Studioalben veröffentlicht. In den späten 1990er Jahren wurde Tocotronic kommerziell erfolgreich: Seit K.O.O.K. (1999) erreichte jedes Album die Top 10 der deutschen Album-Charts. Das Album Schall & Wahn (2010) platzierte sich als erstes Tocotronic-Werk auf Platz 1. Tocotronics Alben und Songs platzierten sich regelmäßig in den Kritiker- und Leser-Bestenlisten der deutschen Musikpublikationen intro, Musikexpress, Rolling Stone, Spex und Visions und rangieren dort nach der Häufigkeit der Nennungen auf dem 5. Platz (Stand Dezember 2024).

## Geschichte

### Anfänge (1993–1996)
Tocotronic wurde Ende 1993 von den drei Hamburger Studenten Dirk von Lowtzow (Gesang, Gitarre), Jan Müller (Bass) und Arne Zank (Schlagzeug) gegründet. Zuvor hatten Müller und Zank bereits gemeinsam in der Band Meine Eltern gespielt. Von Lowtzow ist als einziger kein gebürtiger Hamburger und war von Freiburg dorthin zum Studium gezogen.
Nach der Gründung machte sich Tocotronic im Hamburger Underground sehr schnell einen Namen. Eines der ersten öffentlichen Konzerte fand 1994 in der Roten Flora statt. Im gleichen Jahr erschien im Eigenvertrieb die Single  Meine Freundin und ihr Freund. Im März 1995 folgte mit Digital ist besser das erste Album, das beim Independent-Label L’age d’or veröffentlicht wurde. Daran schloss sich eine Tour durch Deutschland, Österreich und die Schweiz mit einigen Festivalauftritten an.
Die Popularität von Tocotronic nahm zu, wofür sowohl die sloganartigen Songs (Ich möchte Teil einer Jugendbewegung sein) als auch die visuelle Erscheinung der Band – Trainingsjacke, Cordhose und Seitenscheitel – verantwortlich waren. Wenige Monate nach dem Debütalbum erschien im Juli 1995 bereits das zweite Album Nach der verlorenen Zeit.
Mit dem dritten Album Wir kommen um uns zu beschweren stieg Tocotronic 1996 erstmals in die deutschen Charts ein. Auf der Popkomm sollte der Band der Comet (Musikpreis des TV-Senders VIVA) in der Kategorie Jung, deutsch und auf dem Weg nach oben verliehen werden. Die Band lehnte den Preis jedoch mit der Begründung ab: „Wir sind nicht stolz darauf, jung zu sein. Und wir sind auch nicht stolz darauf, deutsch zu sein.“

### Stilwechsel (1997–2003)

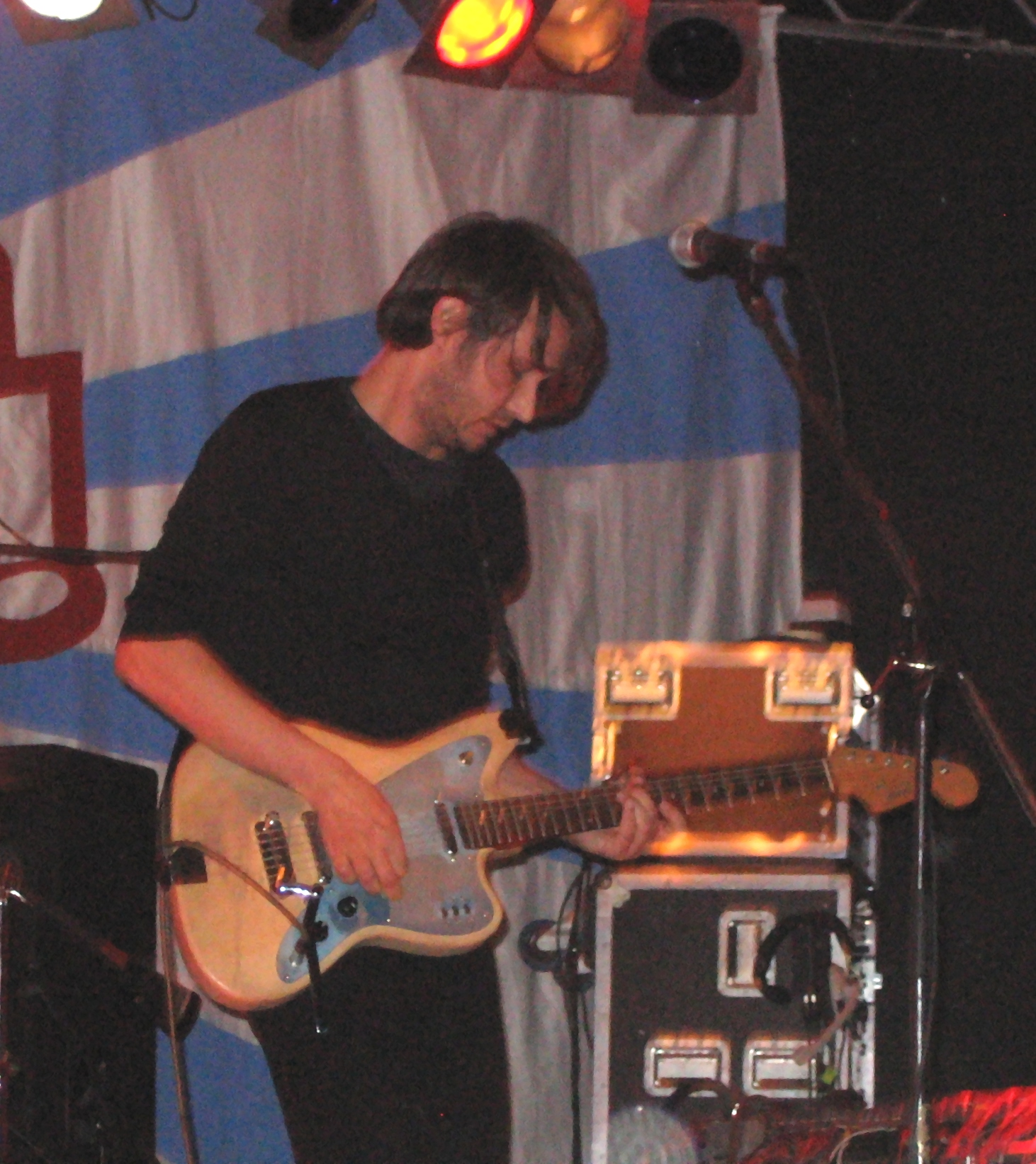
Dirk von Lowtzow bei einem Konzert (2005)

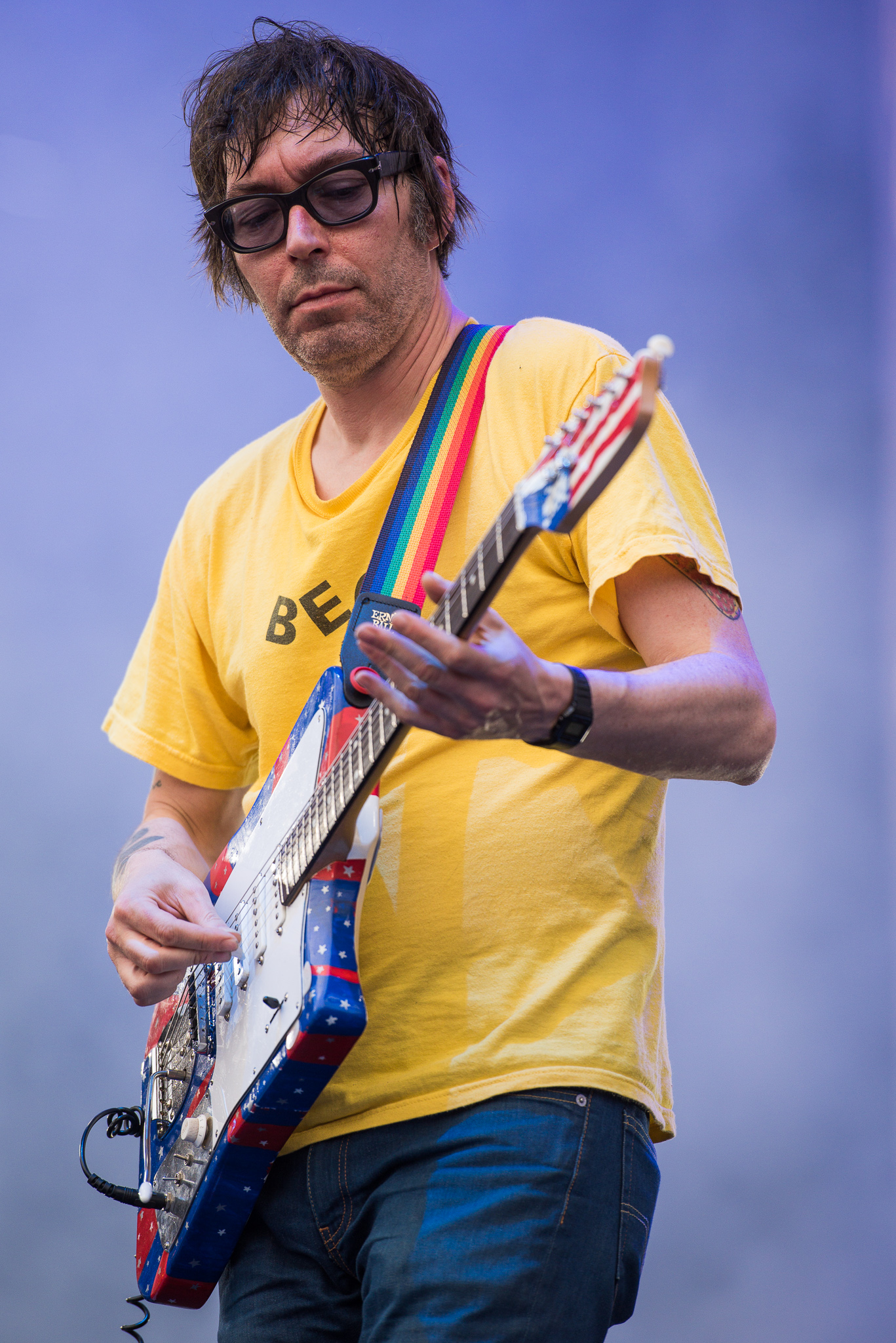
Rick McPhail mit Tocotronic bei Rock im Park 2015

Das 1997 erschienene vierte Album Es ist egal aber stellte einen leichten Stilwechsel zu den Vorgängern dar, da von diesem Werk an Synthesizer und Streicherarrangements Verwendung fanden. Das Album erreichte Platz 13 in den deutschen Album-Charts. Im Sommer spielte Tocotronic unter anderem auf dem Roskilde-Festival in Dänemark und unternahm die bis dahin längste Tournee durch den deutschsprachigen Raum.
1998 spielte die Band erstmals in den Vereinigten Staaten. Im Jahr darauf wurde mit K.O.O.K. das fünfte Studioalbum veröffentlicht. Musikalisch und inhaltlich entwickelte sich die Band weiter, die Texte wurden bildhafter, die Musik getragener und introvertierter. Mit Platz 7 in den deutschen Charts schaffte Tocotronic erstmals den Einzug in die Top 10 – wie auch mit allen später folgenden Alben.
Nach der folgenden Tour lieferte Thees Uhlmann (Sänger von Tomte), der die Band als Roadie begleitete, mit Wir könnten Freunde werden – Die Tocotronic-Tourtagebücher einen Blick in das Innenleben der Band. 2000 erschien ein Remix-Album, doch erst 2002 wurde das selbstbetitelte sechste Studioalbum Tocotronic veröffentlicht. Zum zehnjährigen Bandjubiläum erschien im Dezember 2003 die CD/DVD Tocotronic 10th Anniversary.

### Berlin-Trilogie (2004–2010)

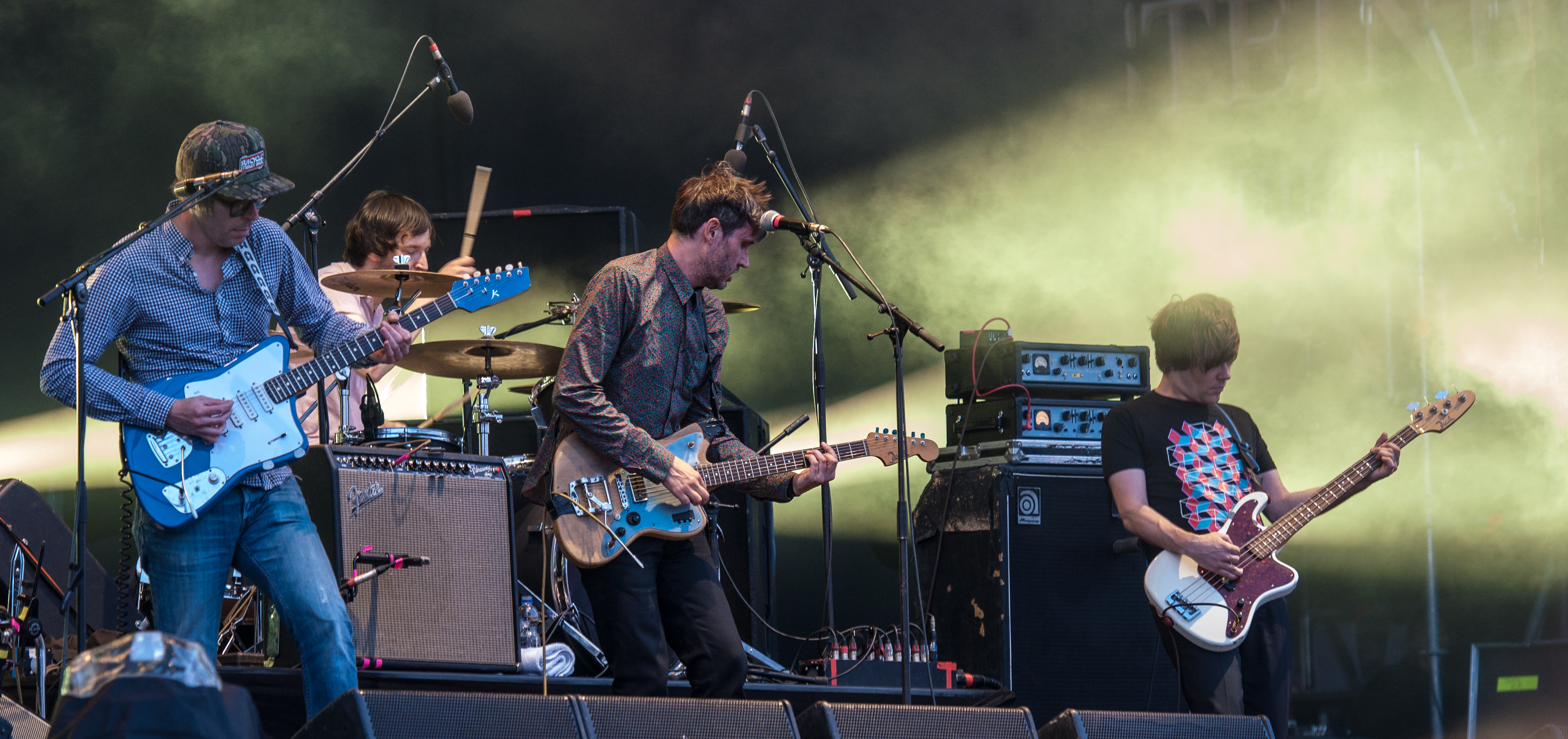
Tocotronic bei Rock am Ring 2013

Schon seit 2000 war Tocotronic bei Live-Auftritten von Rick McPhail musikalisch an Gitarre und Keyboard sowie als Merchandiser unterstützt worden. 2004 wurde er offiziell das vierte Bandmitglied. Im Januar 2005 erschien das siebte Album Pure Vernunft darf niemals siegen. Es wurde in Berlin aufgenommen und von Moses Schneider produziert, ebenso wie die zwei darauf folgenden Werke. Nachträglich wurden die drei Alben daher zur Berlin-Trilogie zusammengefasst, eine Hommage an die Berlin Trilogy von David Bowie.
Kapitulation, das achte Studioalbum der Band, wurde im Juli 2007 veröffentlicht. Tocotronics langjährige Plattenfirma L’age d’or war aufgelöst worden, weshalb das neue Werk beim Label Vertigo Records verlegt wurde. Das Album wurde von vielen Kritikern und Feuilletonisten ausgesprochen positiv aufgenommen.
Im Januar 2010 kam das neunte Tocotronic-Album Schall & Wahn auf den Markt, das gleichzeitig den Abschluss der „Berlin-Trilogie“ bildete. Es stieg direkt auf dem Spitzenplatz der Album-Charts ein und wurde damit die erste Nummer eins der Bandgeschichte.

### Aktuelles (seit 2013) und Nebenprojekte
Anfang 2013 erschien das analog aufgenommene zehnte Album Wie wir leben wollen.
Am 1. Mai 2015 erschien das elfte Album der Band. Es ist nach Aussage der Band unbetitelt, wird jedoch auf Grund seines Covers, sowie in Abgrenzung zum „weißen Album“ Tocotronic meist als „Das rote Album“ bezeichnet. Das Thema Liebe zieht sich als Leitmotiv durch alle Songs des Albums.
Die Bandmitglieder sind alle in verschiedenen Nebenprojekten aktiv: Dirk von Lowtzow zusammen mit Thies Mynther in Phantom/Ghost, Jan Müller bei Das Bierbeben und Dirty Dishes, Arne Zank als DJ Shirley und Rick McPhail spielt bei Mint Mind, Glacier und war zuvor mehrere Jahre Frontmann der Band Venus Vegas.
In der Reihe „Coming Home“ von Stereo Deluxe erschien 2017 eine Kompilation mit Bands, die Tocotronic beeinflussten oder begleiteten.
Im November 2017 kündigte die Band ihr zwölftes Album an. Die Unendlichkeit wurde am 26. Januar 2018 veröffentlicht. Als erste Singles erschienen Hey Du und 1993.
Das 13. Studioalbum von Tocotronic, Nie wieder Krieg, ist am 28. Januar 2022 erschienen. Bereits im April 2020 brachte die Band vorzeitig die dafür vorgesehene Single Hoffnung heraus, da deren Thematik von Isolation und Vereinzelung zu der herrschenden Corona-Krise passte, auch wenn der Text bereits vorher entstanden war. Die Veröffentlichung war gemäß Dirk von Lowtzow als „eine Art musikalischer Hoffnungsschimmer“ gedacht. Im September 2021 erschien die erste Vorab-Single des Albums mit dem Titel Jugend ohne Gott gegen Faschismus. Im Oktober folgte die Premiere von Ich tauche auf in der NDR-Late-Night-Show Inas Nacht. Schließlich veröffentlichte die Band im Dezember 2021 den Titelsong Nie wieder Krieg mit einem Video des Regisseurs Max Wiedenhofer.
Am 1. Oktober 2024 gab die Band bekannt, dass ihr Gitarrist Rick McPhail eine Auszeit auf unbestimmte Zeit „aus persönlichen und gesundheitlichen Gründen“ genommen hat. Er war noch an den Arbeiten zu dem   Album Golden Years beteiligt, das im Februar 2025 erschien. Mitte Oktober erschien daraus die erste Single Denn sie wissen, was sie tun. Im November 2024 und Januar 2025 folgten die weiteren Singles Golden Years und Bleib am Leben.
Während der anschließenden Golden Years-Tour 2025 wird Tocotronic an der Gitarre von Felix Gebhard unterstützt.

## Politisches Engagement
Tocotronic lässt sich der aktiven linken Szene unter den deutschen Künstlern zuordnen. Neben der Unterstützung von I Can’t Relax in Deutschland, einer Kampagne gegen Nationalismus in der deutschen Popkultur, hat sich Tocotronic auch immer wieder an Solidaritätsaktionen für alternative und antifaschistische Organisationen beteiligt. 1997 spielte die Band auf zwei Konzerten für Wildwasser, eine Organisation für Opfer sexualisierter Gewalt. In Hamburg trat die Band 2002 unter anderem bei einem Solidaritätskonzert für den geräumten Bauwagenplatz Bambule in der Roten Flora auf. Am Vorabend des 8. Mai 2005, dem Jahrestag der deutschen Kapitulation, war Tocotronic einer der Topacts bei Deutschland, du Opfer, einer von Jungle World und weiteren linken Gruppierungen organisierten Veranstaltung. Von Lowtzow gab in einem Interview an, keine Berührungsängste mit der antideutschen Bewegung zu haben. Einige Wochen später spielte die Band auf dem Festival „Berlin 05“, welches im Rahmen des „Projekt P“ Jugendliche zur politischen Partizipation ermuntern sollte. Im Rahmen der Kampagnen gegen den G8-Gipfel in Heiligendamm 2007 beteiligte sich Tocotronic durch den „Bierbeben-Remix“ von „Aber hier leben, nein danke!“ auf dem Sampler Move against G8. Im September 2009 trat die Band anlässlich der Feiern zum 20-jährigen Jubiläum der Besetzung der Roten Flora erneut dort auf, ebenso im Oktober 2014 zur 25-Jahr-Feier. Darüber hinaus setzen sich Tocotronic zusammen mit Pro Asyl seit 2015 für den Schutz von Geflüchteten ein.

## Diskografie
Studioalben
| Jahr | Titel Musiklabel                                               | Höchstplatzierung, Gesamtwochen, AuszeichnungChartplatzierungen (Jahr, Titel, Musiklabel, Platzierungen, Wochen, Auszeichnungen, Anmerkungen) | Höchstplatzierung, Gesamtwochen, AuszeichnungChartplatzierungen (Jahr, Titel, Musiklabel, Platzierungen, Wochen, Auszeichnungen, Anmerkungen) | Höchstplatzierung, Gesamtwochen, AuszeichnungChartplatzierungen (Jahr, Titel, Musiklabel, Platzierungen, Wochen, Auszeichnungen, Anmerkungen) | Anmerkungen                            |
| Jahr | Titel Musiklabel                                               | DE | AT | CH | Anmerkungen                            |
| ---- | -------------------------------------------------------------- | --- | --- | --- | -------------------------------------- |
| 1995 | Digital ist besser L’age d’or (RTD)                            | — | — | — | Erstveröffentlichung: 6. März 1995     |
| 1995 | Nach der verlorenen Zeit L’age d’or (RTD)                      | — | — | — | Erstveröffentlichung: 31. Juli 1995    |
| 1996 | Wir kommen um uns zu beschweren L’age d’or (RTD)               | DE47 (9 Wo.)DE | — | — | Erstveröffentlichung: 1. April 1996    |
| 1997 | Es ist egal, aber L’age d’or (RTD)                             | DE13 (8 Wo.)DE | AT21 (9 Wo.)AT | — | Erstveröffentlichung: 28. Juli 1997    |
| 1999 | K.O.O.K. L’age d’or (RTD)                                      | DE7 (8 Wo.)DE | AT18 (8 Wo.)AT | — | Erstveröffentlichung: 26. Juli 1999    |
| 2002 | Tocotronic L’age d’or (RTD)                                    | DE5 (7 Wo.)DE | AT6 (10 Wo.)AT | — | Erstveröffentlichung: 10. Juni 2002    |
| 2005 | Pure Vernunft darf niemals siegen L’age d’or (RTD)             | DE3 (18 Wo.)DE | AT9 (7 Wo.)AT | CH32 (3 Wo.)CH | Erstveröffentlichung: 17. Januar 2005  |
| 2007 | Kapitulation Vertigo Records (UMG)                             | DE3 (10 Wo.)DE | AT10 (9 Wo.)AT | CH35 (3 Wo.)CH | Erstveröffentlichung: 6. Juli 2007     |
| 2010 | Schall & Wahn Vertigo Records (UMG)                            | DE1 (7 Wo.)DE | AT5 (6 Wo.)AT | CH13 (5 Wo.)CH | Erstveröffentlichung: 22. Januar 2010  |
| 2013 | Wie wir leben wollen Vertigo Records (UMG)                     | DE3 (7 Wo.)DE | AT5 (5 Wo.)AT | CH17 (2 Wo.)CH | Erstveröffentlichung: 25. Januar 2013  |
| 2015 | Tocotronic auch bekannt als: Rotes Album Vertigo Records (UMG) | DE3 (6 Wo.)DE | AT4 (4 Wo.)AT | CH15 (2 Wo.)CH | Erstveröffentlichung: 1. Mai 2015      |
| 2018 | Die Unendlichkeit Vertigo Records (UMG)                        | DE1 (8 Wo.)DE | AT5 (5 Wo.)AT | CH10 (3 Wo.)CH | Erstveröffentlichung: 26. Januar 2018  |
| 2022 | Nie wieder Krieg Vertigo Records (UMG)                         | DE2 (8 Wo.)DE | AT3 (2 Wo.)AT | CH11 (2 Wo.)CH | Erstveröffentlichung: 28. Januar 2022  |
| 2025 | Golden Years Epic Records (Sony)                               | DE2 (3 Wo.)DE | AT4 (2 Wo.)AT | CH12 (1 Wo.)CH | Erstveröffentlichung: 14. Februar 2025 |

## Auszeichnungen
- 1996: Comet in der Kategorie „Jung, Deutsch und auf dem Weg nach oben“ (Preis abgelehnt)
- 2010: 1 Live Krone in der Kategorie „Bester Plan B Act“
- 2010: HANS – Der Hamburger Musikpreis in der Kategorie „Hamburger Künstler des Jahres“
- 2015: Soundcheck Award in der Kategorie „Bestes Album des Jahres 2015“: Tocotronic - Rotes Album[22]

## Dokumentarfilm
- Hackensberger, Alfred, Röschner, Thomas: Musik ist Trumpf – Über die Gewalt des Zusammenhangs. Trigon Film, 1996